# Bob Ainsworth

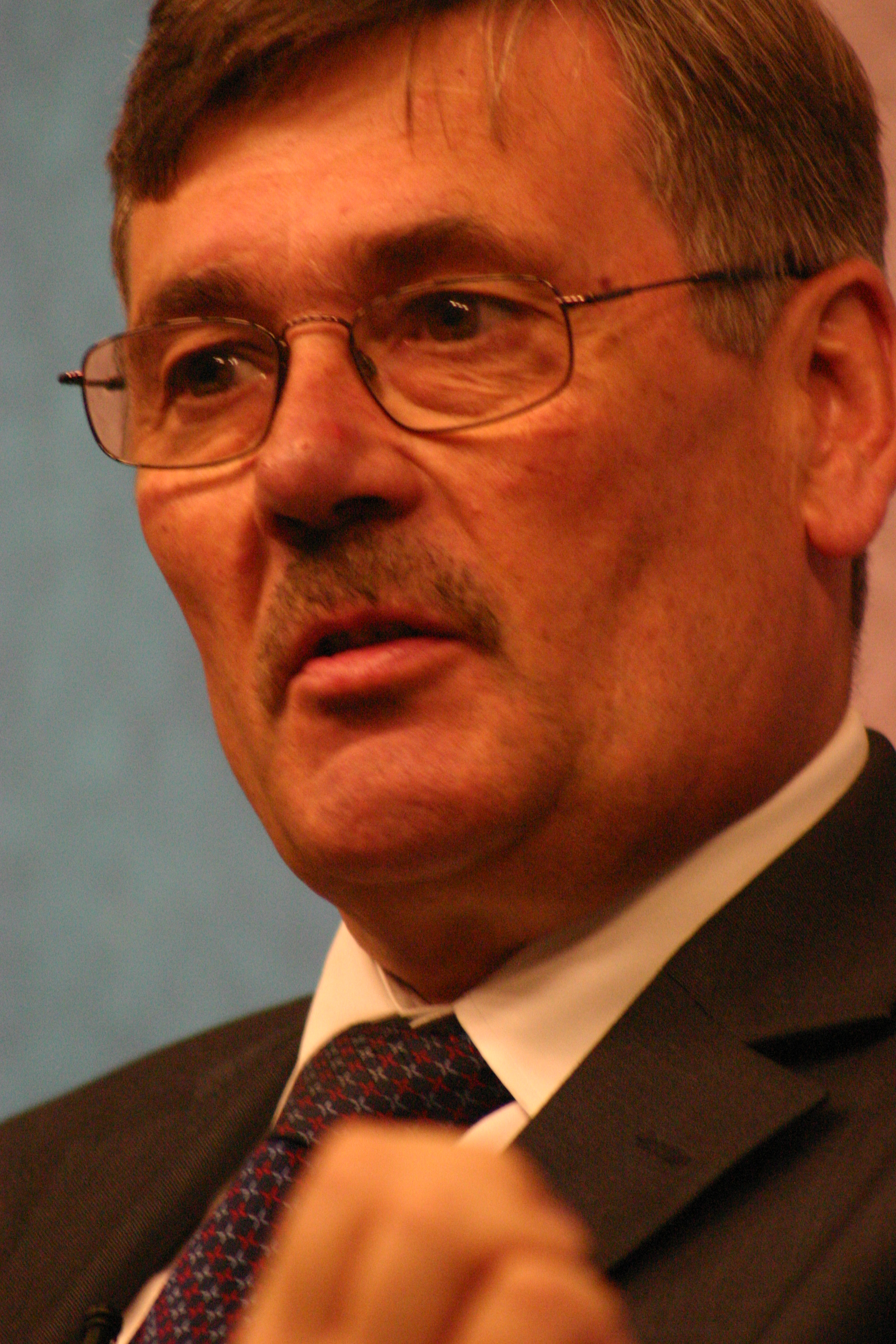
Bob Ainsworth (2010)

Robert William „Bob“ Ainsworth (* 19. Juni 1952 in Coventry) ist ein britischer Politiker der Labour Party und ehemaliger Verteidigungsminister des Vereinigten Königreichs.

## Leben
Ainsworth wurde 1952 in Coventry geboren und besuchte die örtliche Foxford Comprehensive School. Nach seiner Schulzeit war Ainsworth bei dem Unternehmen Jaguar Cars in Coventry beschäftigt. 1984 wurde Ainsworth in den Stadtrat von Coventry gewählt, dem er bis zu den Parlamentswahlen 1992 angehörte.
Von 1992 bis 2015 war Ainsworth für die Labour Party Abgeordneter im House of Commons, wo er den Wahlkreis Coventry North East vertrat. Im Juni 2009 wurde Ainsworth als Nachfolger von John Hutton zum Verteidigungsminister ernannt. Er war damit bereits der dritte Verteidigungsminister im Kabinett Brown. Das Kabinett trat am 11. Mai 2010, fünf Tage nach der Unterhauswahl, zurück; es folgte das Kabinett Cameron I. Nach diesem Regierungswechsel wurde Ainsworth Shadow Secretary of State for Defence im Schattenkabinett von Oppositionsführerin Harriet Harman; im Oktober 2010 wurde er in dieser Funktion von Jim Murphy (* 1967) abgelöst.